# Гейл Годвін

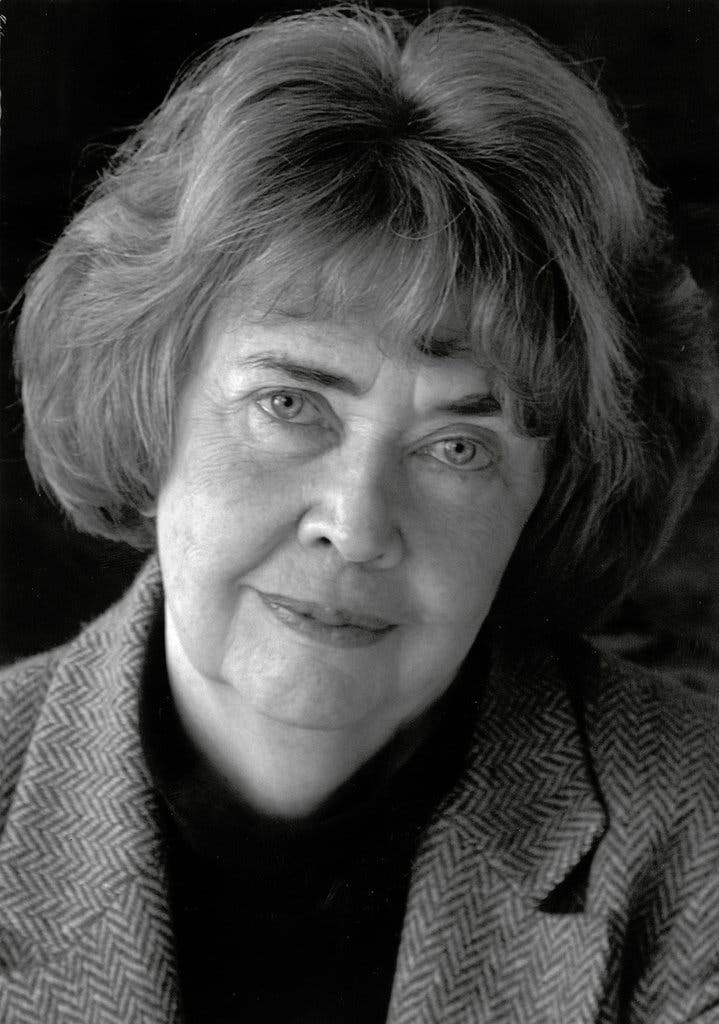
Гейл Годвін

Гейл Годвін (англ. Gail Godwin; нар. 18 червня 1937) — американська письменниця з Бірмінгему, Алабама, автор 14 романів і 2 колекцій коротких оповідань, 3 науково-популярних книг і 10 лібрето. Її основні літературні досягнення — це романи, до числа яких увійшли п'ять бестселерів і три номінанти Національної книжкової премії (англ. National Book Award). Більшість її книг — це реалістичні фантастичні романи, які слідують за психологічним та інтелектуальним розвитком персонажа, часто основані на темах, узятих з власного життя Годвін.

## Біографія
Гейл Годвін народилася 18 червня 1937 року в Бірмінгемі, штат Алабама. Її батьки, Кетлін Крахенбул і Моуз Уїнстон Годвін, які походили з Північної Кароліни, часто гостювали у родичів в Алабамі, коли народилася Годвін, але через 2 роки вони розлучилися.. Після розриву відносин Гейл і її мати переїхали до бабусі і дідуся в Дарем, штат Північна Кароліна. Згодом вони знову переїхали, цього разу у Вівервілл, Північна Кароліна, а потім в Ешвілл, Північна Кароліна. Її дідусь помер у 1939 році, тому Годвін виховувалася її матір'ю та бабусею в Ешвіллі, де вони жили до 1948 року.
Бабуся Годвін виконувала традиційну роль матері, займаючись прибиранням, готуванням і шиттям, у той час як її мати була годувальницею. Мати Годвін отримала ступінь бакалавра і магістра в Університеті Північної Кароліни в Чапел-Гілл. Вранці вона викладала англійську мову на рівні коледжу, а вечорами працювала репортером в місцевій газеті "Asheville Citizen-Times". У вихідні вона писала любовні історії для журналів у Нью-Йорку. За словами Годвін, дорослішання з двома жінками-опікунами вплинуло на її творчість і рішення стати письменницею. До п'яти років вона почала ототожнювати себе з письменницькою професією своєї матері більшою мірою, ніж з роботою своєї бабусі. У дев'ять років Годвін написала своє перше оповідання під назвою "Оллі Мак-Гоннігл" (англ. "Ollie McGonnigle").
У 1948 році Кетлін вийшла заміж за Френка Коула, ветерана Другої світової війни, і переїхала з сім'єю до Вірджинії. Годвін була також натхненна рішучістю своєї матері продовжувати писати після народження другої дитини. За словами Годвін, більшу частину свого дитинства вона проводила в редакції новин, де працювала її мати. Вона також стала свідком того, як п'єси і романи її матері були відкинуті. Автобіографія Годвін складає враження, що більша частина її власних творів була призначена для досягнення того, чого не могла зробити її мати. Оскільки зарплата Коула підвищувалась і він міг утримувати сім'ю, мати Годвін зосередилася на тому, щоб бути дружиною і домогосподаркою, а врешті-решт і зовсім перестала писати.
Коли Годвін була ще підлітком, її вітчим працював продавцем, і сім'я часто переїжджала. Годвін навчалася в кількох різних середніх школах, у тому числі і в католицькій школі для дівчаток "St. Genevieve-of-the-Pines".Саме улюблений учитель цієї школи переконав Годвін почати вести особистий щоденник. Вона відвідувала церкву святої Марії і Всіх Святих. Годвін також в підлітковому віці написала невеликий роман.
Годвін ніяк не контактувала зі своїм батьком, поки вони знову не зустрілися на її випускному вечорі в середній школі. Потім чоловік запропонував оплатити її навчання в коледжі. На першому курсі Годвін переїхала до батька, який в тому ж році наклав на себе руки. Дядько Годвін і зведений брат теж згодом наклали на себе руки, а мати загинула в автокатастрофі у 1989 році.

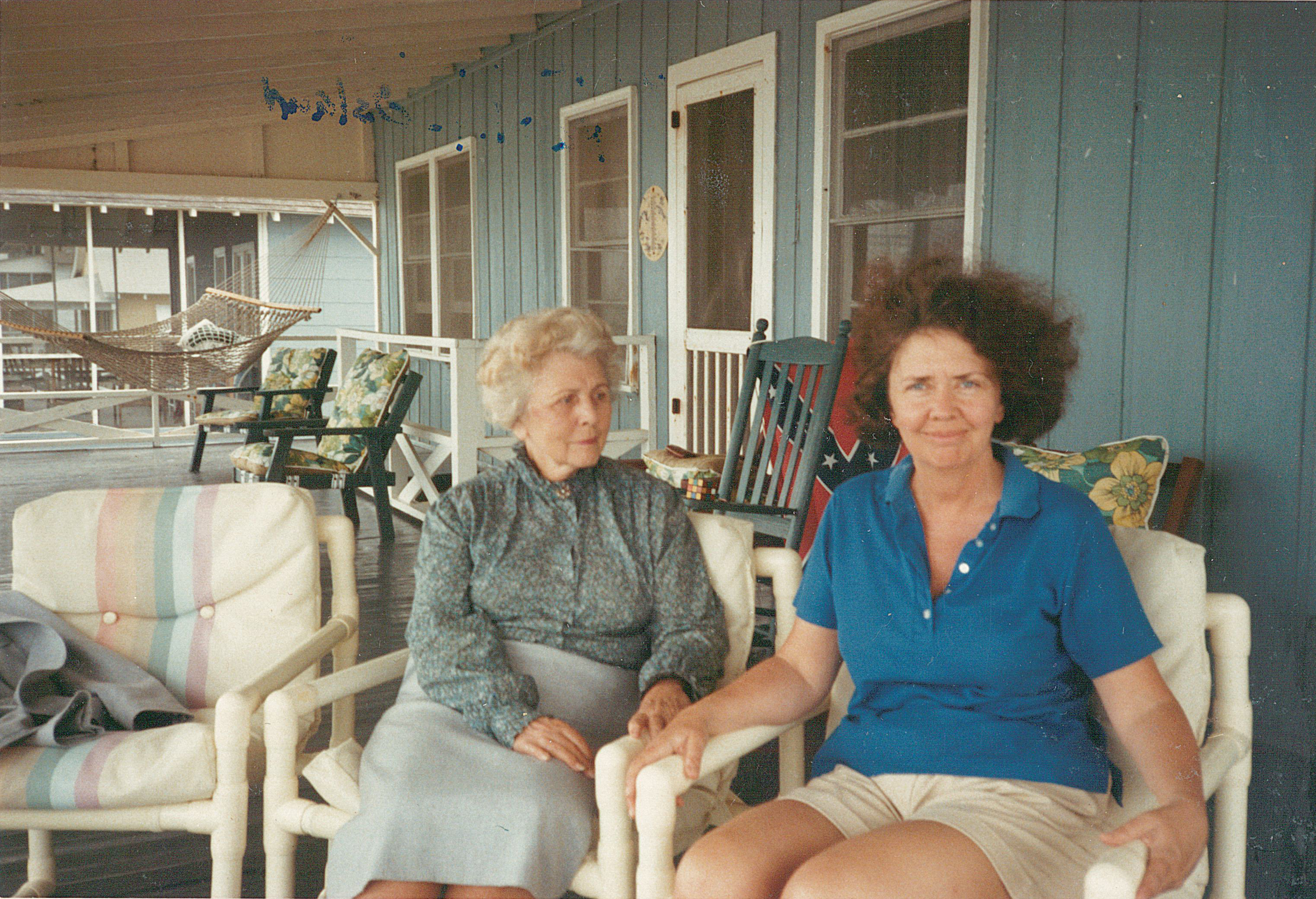
Mother-Daughter (1985) at Pawley's Island

Годвін навчалася в коледжі Миру (англ. William Peace University) в Ралі, штат Північна Кароліна, з 1955 по 1957 рік. Потім вона перевелася в Університет Північної Кароліни (UNC), де навчалася з 1957 по 1959 рік, отримавши ступінь бакалавра журналістики. Під час навчання в коледжі вона працювала над романом "The Otherwise Virgins", який написала її мати, але не змогла знайти видавця. У 1959 році Кнопф послав агента в UNC для розвідки молодих письменників. Годвін представила на їх розгляд частину свого роману "Windy Peaks". Це була історія про співробітників і гостей курортного готелю в горах. Її рукопис був відкинутий. Годвін також працювала офіціанткою в Мейвью-Менор у Блоуїнг-Рок, Північна Кароліна, коли вчилася на другому і третьому курсах.
Перша робота Годвін після закінчення коледжу була в редакції газети "The Miami Herald", де вона працювала журналістом протягом одного року. Там вона познайомилася і вийшла заміж за свого колегу, фотографа Дугласа Кеннеді. Вони одружилися в 1960 році і розлучилися через кілька місяців в 1961 році. За словами Годвін, вона "дуже багато працювала", але її розповіді були занадто "яскравими" для публікації, і її звільнили. На думку сучасної літературної критики, вона включала занадто багато людського інтересу в розповіді газети, які повинні були бути фактичними. Після нетривалого проживання з матір'ю Годвін знову переїхала до Лондона, щоб відволіктися від невдалого шлюбу і роботи.
У Лондоні Годвін працювала в туристичній службі, керованій американським посольством, з 1961 по 1965 рік. Годвін розповідала, що вона була "прославленою секретаркою", яка могла потайки читати книги під час роботи. Її двоюрідний брат, який був мером Вівервілла, штат Північна Кароліна, допоміг їй отримати цю роботу. Працюючи в посольстві, Годвін закінчила роман під назвою "Gull Key". Як і багато її ранніх робіт, книга присвячена жіночому характеру, у праці з'ясовується, чи є шлюб і материнство тим життям, яке вона хоче для себе. Кілька видавців відкинули роман, і рукопис був втрачений, коли Годвін послала єдиний екземпляр видавцеві, який звільнився, не повернувши твір.
Перебуваючи в Англії, Годвін пройшла курс творчого письма в міському Літературному інституті, де познайомилася зі своїм другим чоловіком, психіатром Яном Маршаллом. Вони одружилися через два місяці. Шлюб був недовгим, і в 1966 році вони розлучилися. Після їх розриву Годвін повернулася до Сполучених Штатів. У віці 29 років вона влаштувалася в нью-йоркську газету "The Saturday Evening Post". Вона сказала, що ця робота бентежить її, тому що вона хоче бути письменницею, а не перевіряти факти в роботі інших людей.
У цей момент помер далекий дядько Годвін, залишивши їй спадок у розмірі 5000 доларів. Вона використала ці гроші, щоб подати заяву в майстерню письменників Айови (англ. Iowa Writers Workshop) і, після того як її прийняли, вона переїхати з Нью-Йорка в Айова-Сіті в 1967 році. Там Годвін познайомилася зі своїм учителем і майбутнім наставником Куртом Воннегутом. В Айові Годвін працювала інструктором, одночасно отримавши ступінь магістра і доктора філософії в тому ж університеті в 1968 і 1971 роках відповідно. Вона почала навчати грецької драматургії, перш ніж отримати посаду викладача літератури. До 30 років Годвін написала три романи, але жоден з них не був опублікований.

## Творча діяльність

### Перші опубліковані праці

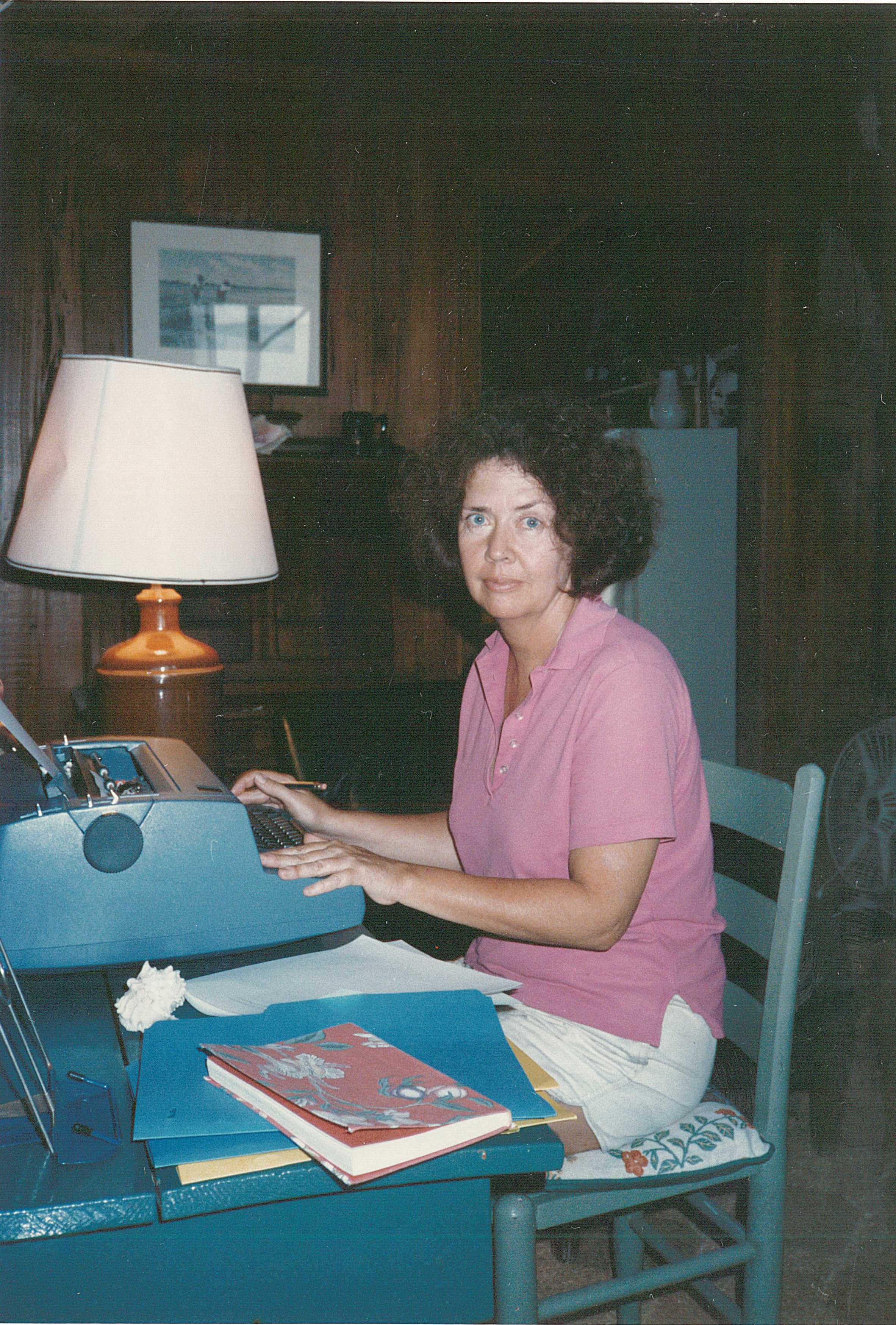

Згідно з газетою "The Asheville Citizen-Times", першою успішною роботою Годвін було коротке оповідання 1969 року в журналі "Cosmopolitan". Її першим опублікованим романом була дисертація, написана дипломною роботою в Університеті штату Айова. Вона була опублікована в 1970 році і називалася "Перфекціоністи". Ця історія була основана здебільшого на другому шлюбі Годвін. Вона була прийнята компанією "Harper & Row" в грудні 1968 року, коли Годвін закінчувала свою дипломну роботу. Починаючи з 1971 року, Годвін заробляла на життя своєю письменницькою діяльністю і збільшувала свій дохід за допомогою переривчастих викладацьких посад.
Після завершення своєї дипломної роботи в 1971 році, Годвін провела два місяці в громаді художників Яддо (англ. Yaddo artist's colony) в північній частині штату Нью-Йорк в 1972 році. Там вона написала 100 сторінок роману під назвою "The Villain", який так і не був опублікований. Робота була згорнута, але в кінцевому підсумку стала частиною основи для праці "The Odd Woman". За словами автора Джейн Хілл, саме під час роботи над "The Odd Woman" Годвін перейшла від лінійних оповідань до більш складних структур, де сюжет переплітає події минулого і сьогодення.
Саме в Яддо Годвін познайомилася з композитором Робертом Старером і почала з ним партнерство, яке тривало до його смерті в 2001 році. Вони переїхали в Стоун-Рідж, штат Нью-Йорк, в 1973 році і пізніше побудували будинок у Вудстоку, штат Нью-Йорк, де Годвін продовжила свою роботу вдома. На додаток до своїх книг і оповідань Годвін написала лібрето для десяти музичних творів Старра.

### Вершина кар'єри
До 1976 року Годвін була успішною письменницею і романістом, опублікувавши три книги: "The Perfectionists", "Glass People", "The Odd Woman", остання з яких була найдовшою і найширше визнаною з усіх трьох. Кілька коротких оповідань Годвін були опубліковані в таких відомих журналах, як "Harper's Esquire", "Ms. and The Paris Review", де вона часто з'являлася на обкладинці. Годвін була нагороджена грантами Національного фонду мистецтв (1975-1976) та меморіального фонду Джона Саймона Гуггенхайма (1975-1976).
Протягом всієї своєї кар'єри Годвін постійно співпрацювала не лише зі своїм агентом Джоном Хокінсом, але й з кількома різними видавництвами. Ранні книги Годвін були опубліковані Кніппом. Після того як редактор романуу "The Perfectionists" Девід Сігал раптово помер від серцевого нападу, Роберт Готліб з видавництва "Кнопф" став її редактором для наступних чотирьох книг. Годвін приписує Готлібу більшу частину успіху її ранніх робіт. Пізніше, коли тодішні книги Годвін мали трохи менше читацького попиту, "USA Today" помітили, що це може бути частково тому, що вона більше не працювала з Готлібом. Після Кнопфа, Годвін уклала контракт з компанією "Вікінг", яка пропонувала великі аванси і рекламу її книгам.
У період з 1982 по 1991 Рік Годвін випустила ще один збірник коротких фантастик і ще чотири романи. За даними "Publishers Weekly", саме "A Mother and Two Daughters" (1982) і "A Southern Family" (1987) істотно розширили коло її читачів. Ці романи довгий час залишалися в списках бестселерів. Більш ранні роботи Годвін були продані в середньому менш ніж у 8000 примірників, у той час як "A Mother and Two Daughters" продано більше, ніж у 1,5 мільйона примірників. Це була найпопулярніша з ранніх робіт Годвін, і вона вперше написала розповідь з декількох персонажів. У 1987 році Годвін була удостоєна премії Жанет Хайдінгер Кафки за її роботу "A Southern Family".
До початку 2000-х років п'ять книг Годвін потрапили в список бестселерів "New York Times", а три стали номінантами Національної книжкової премії.

### Останні роботи
До 1999 року Годвін опублікувала десять романів. У 2001 році партнер Годвін, Роберт Старр, помер, і вона почала писати вигадану історію, основану на їхньому житті під назвою "Evenings at Five", яка була опублікована два роки по тому. У листопаді 2004 року Годвін підписала контракт з видавництвом "Ballantine Books" на її наступні чотири книги.
За словами видавців тижневика, Годвін "досягла величезного успіху" і як і раніше мала багато відданих читачів, але до 1999 року вона "вже не була тою нікчемою, як колись. До 2006 року "The Finishing School" (1984) стала її останньою великою, комерційно успішною книгою, за якою послідувало падіння читацької аудиторії. За словами Годвін, вона була "одним з багатьох авторів, які були спіймані в метушні, поки [видавнича індустрія] металася в пошуках нової бізнес-моделі." "The Los Angeles Times" писали, що її героїні були прогресивними працюючими жінками в 1970-х і 1980-х роках, тепер вони вважалися "прирученими" в сучасному контексті.
"Kirkus Reviews" писали, що Годвін зробила "пару невдалих спроб", поки не опублікувала "Queen of The Underworld" у 2006 році. "Flora" (2013) стала однією з її найбільш продаваних книг. Годвін також є автором автобіографії, опублікованої в 2015 році. Газета "Los Angeles Times" заявила, що автобіографія Годвін була "попереджувальним ударом" після того, як до неї звернувся незалежний біограф. Станом на 2015 рік опубліковані роботи Годвін включали 14 романів, дві збірки оповідань, три науково-популярних твори і десять лібрето.

### Академія та інші праці
На думку "The Intellectual in Twentieth-Century Southern Literature", Годвін незвичайна тим, що була популярним романістом і також працювала в академічних колах. Вона викладала в центрі перспективних досліджень Іллінойського університету з 1971 по 1972 рік. Будучи автором, вона також читала лекції в Iowa Writers' Workshop (1972-1973), коледжі Вассара (1977) і Колумбійському університеті (1978-1981) і виступала в ролі голови комісії з художньої літератури для Національної книжкової премії в 1986 і 2008 році. У 1989 році Годвін також заснувала невелике видавництво під назвою "St. Hilda's Press", де видавала релігійні тексти, які не друкувалися більш комерціалізованими видавцями. Пізніше вона стала видатною випускницею університету Північної Кароліни і Університету Айови.

## Тематика праць
Більшість робіт Годвін основані на темах або подіях, узятих з її власного життя. Персонажі, середовище та наративи варіюються від роману до роману, але загальні теми включають сім'ю, становище жінок у суспільстві та відносинах, художні та кар'єрні прагнення жінки, а також роль релігійної віри. За словами "The Intellectual in Twentieth-Century Southern Literature", герої Годвін " інтелектуально борються за те, щоб орієнтуватися в лабіринтах раси, класу, статі, сім'ї, віри і релігії." За даними Contemporary Literary Criticism, "вона пише про проблеми, пов'язані з жінками — чоловічими і жіночими ролями, шлюбом, сім'єю, особистою свободою, Я-концепцією і самоактуалізацією." Автор Джейн Хілл вважає, що книги Годвін присвячені співіснуванню з авторитетами, ролі прийняття рішень в житті, кар'єрі митця й наслідків пригнічених амбіцій. Більша частина її уваги зосереджена на концепції самості і боротьбі людини з суспільством.
Велика частина академічного аналізу творчості Годвін зосереджена на проблемах, з якими стикаються її герої як жінки. Згідно з сучасними письменниками-фантастами півдня, типовим героєм романів Годвін є молода жінка, яка "в пошуках себе стикається з перешкодами, викликаними її сім'єю, її коханцями, її чоловіком або її власною бездіяльністю, коли вона бореться за свою незалежність і закріплює свою ідентичність через свою роботу." головний герой може бути особисто зіпсований, потім досягнути саморефлексії або особистісного зростання завдяки підтримці своєї спільноти або наставника.[3] Головні герої часто роблять поганий вибір, але стають кращими людьми, вчаться приймати кращі рішення і будувати більш міцні зв'язки часто в результаті інтелектуальних пошуків. На думку критика Енн Чейні, головний герой може "шукати щастя, академічних або художніх досягнень, любові, поваги або просто сенсу в житті".
За словами Воррена Френча з Університету Уельсу, роботи Годвін найчастіше розглядаються як такі, що мають дві основні теми: гендерні ролі та південні установки. Френч вважає, що сама Годвін не схвалює категоризації, яка, на її думку, створює "зовнішні обмеження" на теми, які вона охоплює. Проте вчені продовжують намагання помістити її творчість в особливу літературну категорію. У своїх ранніх роботах Годвін розглядалася як "жінка"-письменник, тому що її книги залучали в основному жіночу аудиторію і тому що вона жінка. Після публікації книги "A Southern Family" її стали називати південним письменником. За даними "The Times" (Лондон), Годвін має "неприємний опір категоризації", і вона часто змінює теми, навіть будучи комерційно успішною з однією з них. Академік Ліхун Ксе сказав, що Годвін можна ототожнити з літературною традицією Більдунгсромана, яка фокусується на моральному і психологічному розвитку персонажа. Багато інших критиків стверджують, що пошук сенсу і самоідентифікація є основними темами Годвін.
Інші теми в роботі Годвін включали втечу від культурних очікувань стати "Південною леді", занедбаність дитинства, депресію і самогубство, расову дискримінацію, соціальний клас і успіх без супутника чоловічої статі. Її творчість охоплює різні літературні категорії, такі як реалізм, фантазія і алегорія.

## Особисте життя
Гейл Годвін живе у великому будинку в горах у Вудстоку, штат Нью-Йорк. Більшу частину часу вона пише вдома, у своєму кабінеті. 
З 1999 року вона плавала щодня. 
У неї південний акцент.

## Творча спадщина
Її тринадцять романів, дві збірки оповідань і науково-популярні твори :
1. The Perfectionists ("Перфекціоністи") (Harper & Row, 1970)
2. Glass People ("Скляні люди") (Knopf, 1972)
3. The Odd Woman ("Дивна жінка") (Knopf, 1974)  Фіналіст премії "National Book Award"
4. Dream Children ("Дитяча мрія") (Knopf, 1976) Збірка оповідань
5. Violet Clay ("Фіолетова глина") (Knopf, 1978)  Фіналіст премії "National Book Award"
6. A Mother and Two Daughters ("Мати і дві дочки") (Viking, 1982)  Фіналіст премії "National Book Award". Три місяці провів у списку бестселерів "New York Times". #1 у списку бестселерів "New York Times".
7. Mr. Bedford and the Muses ("Містер Бедфорд і музи") (Viking, 1983) Роман і 5 оповідань
8. The Finishing School ("Закінчення школи") (Viking, 1984) бестселер "New York Times"
9. A Southern Family ("Південне Сімейство") (Morrow, 1987) бестселер "New York Times"
10. Father Melancholy’s Daughter ("Дочка батька-меланхоліка") (Morrow, 1991) бестселер "New York Times"
11. The Good Husband ("Хороший чоловік") (Ballantine, 1994)
12. Evensong ("Вечерня") (Ballantine, 1999) бестселер "New York Times"
13. Heart: A Natural History of the Heart-Filled Life ("Серце: Справжня історія наповненого серцем життя") (Harper Collins, 2001) перша науково-популярна книга Годвін
14. Evenings at Five ("Вечори о п'ятій") (Ballantine, 2003)
15. Queen of the Underworld ("Королева підземного світу") (Random House, 2006)
16. The Making of a Writer, Volume One ("Створення письменника, Том 1") (Random House, 2006)
17. Unfinished Desires ("Незавершенні бажання") (Random House, 2009)
18. The Making of a Writer, Volume 2: Journals, 1963-1969 (Створення письменника, Том 2: Щоденники, 1963-1969 роки) (Random House, 2011)
19. Flora ("Флора") (Bloomsbury, 2013)
20. Publishing: A Writer's Memoir ("Видавництво: мемуари письменника") (Bloomsbury, 2015)
21. Grief Cottage ("Будинок скорботи") (Bloomsbury, 2017)